# Synagoga w Bytomiu
Synagoga w Bytomiu – synagoga wzniesiona w latach 1868–1869 w Bytomiu przy Friedrich Wilhelm Ring (obecnie plac Grunwaldzki), podpalona w 1938 roku, a następnie rozebrana.

## Historia

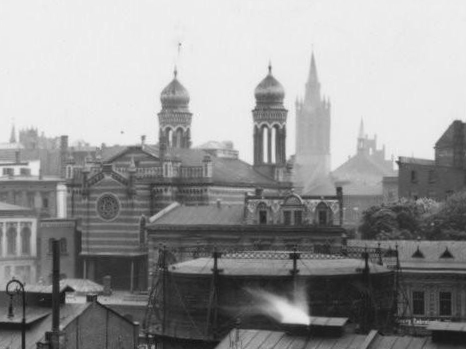
Synagoga widziana od wschodu

Koncepcje budowy nowej synagogi narodziły się w latach 60. XIX wieku po tym, jak stara synagoga była już niewystarczalna. Po jej rozbiórce, 25 maja 1868 roku na jej miejscu uroczyście wmurowano kamień węgielny pod budowę nowej synagogi.
Projektantem budynku synagogi był berliński architekt Freuding, jej budowniczym Paul Jackisch, a wykonawcą bytomska firma Ritter. Uroczyste otwarcie synagogi nastąpiło 2 lipca 1869 roku. Synagoga należała do żydowskiej gminy wyznaniowej (zob. rabini Bytomia). W 1889 roku została rozbudowana w kierunku wschodnim pod kierunkiem i według projektu Paula Jackischa.
W latach 1897–1901 dokonano przebudowy wnętrza synagogi pod kierunkiem F. E. Neumanna. Między innymi wprowadzono dwa świetliki nad chórem, w tym jeden z podziałem w kształcie gwiazdy Dawida.
Podczas nocy kryształowej, z 9 na 10 listopada 1938 roku, bojówki Schutzstaffel i Sturmabteilung spaliły synagogę. Jej ruiny zostały po tych wydarzeniach rozebrane i prawdopodobnie wsypane do podbytomskich stawów, a teren wyrównany.
9 listopada 2007 roku w 69. rocznicę nocy kryształowej, na miejscu gdzie stała synagoga, odsłonięto tablicę pamiątkową, upamiętniającą jej istnienie. Została zaprojektowana przez artystę plastyka Stanisława Pietrusę i ufundowana przez Ministerstwo Spraw Zagranicznych Republiki Federalnej Niemiec oraz gminę Bytom, dzięki interwencjom Arkadiusza Chroboka. Treść w języku polskim, angielskim, niemieckim i hebrajskim brzmi:
"W tym miejscu stała wybudowana w 1869 roku bytomska synagoga będąca świadectwem wiekowego pokojowego współistnienia wspólnoty żydowskiej w historii miasta. Została zburzona przez niemieckich nazistów w noc kryształową 9/10 listopada 1938 roku."
W uroczystości odsłonięcia tablicy udział wzięli Konsul Niemiec Ludwig Neudorfer i konsul Izraela, władze wojewódzkie, władze miasta z prezydentem Piotrem Kojem na czele, przedstawiciele Gminy Wyznaniowej Żydowskiej, a także mieszkańcy miasta.

## Architektura

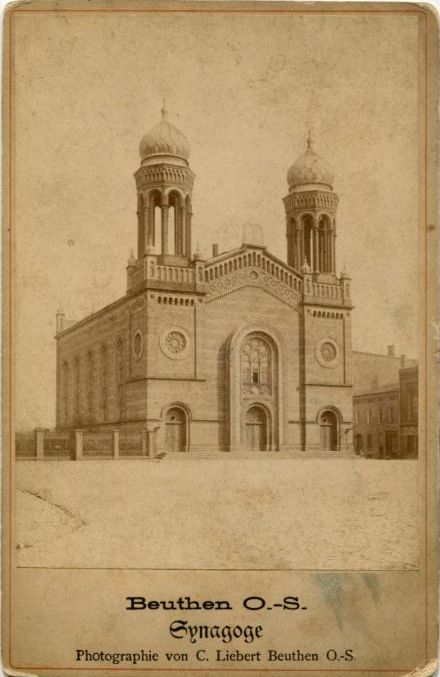
Synagoga na fotografii C. Lieberta

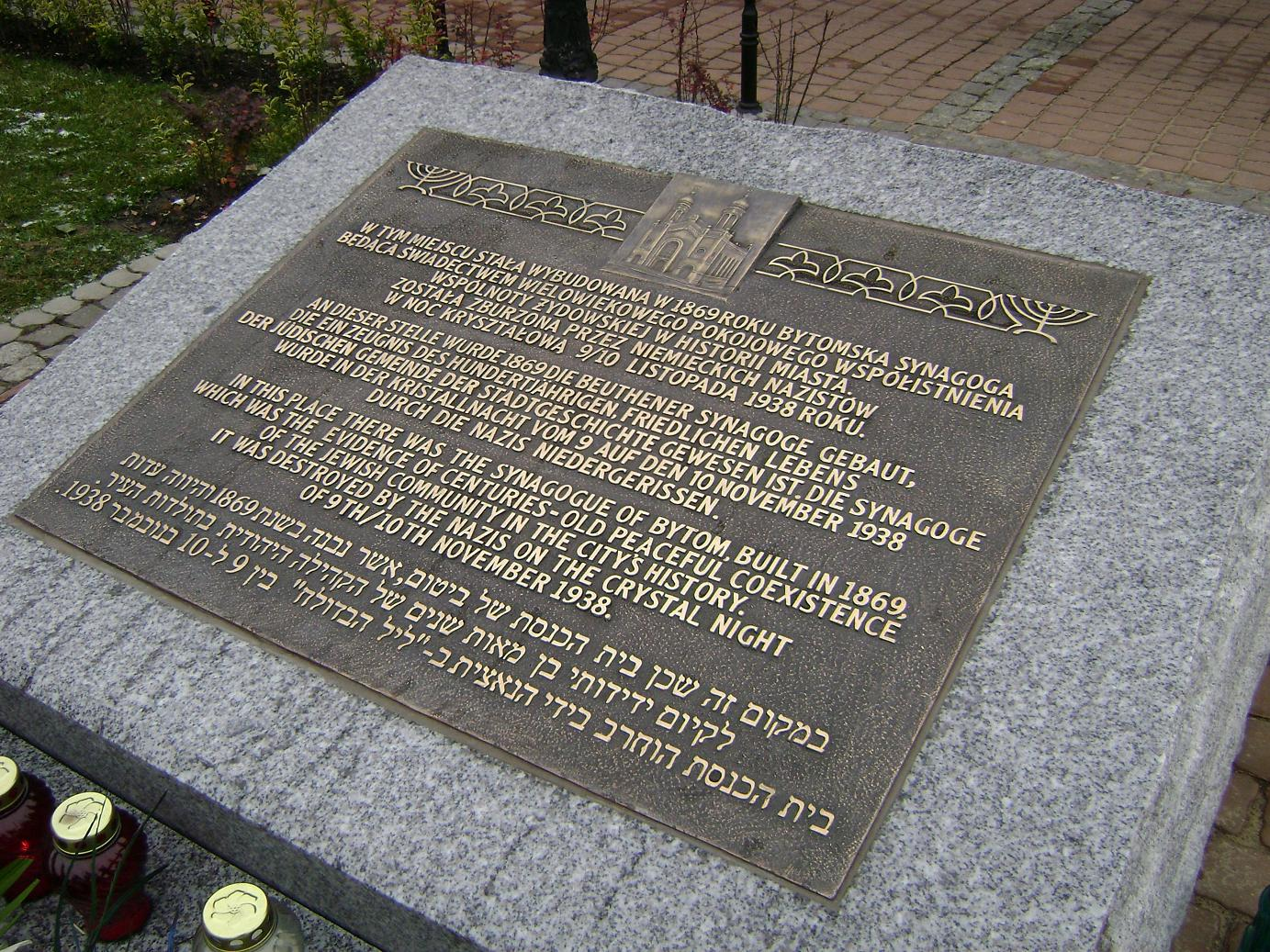
Tablica pamiątkowa na placu Grunwaldzkim

Murowany budynek synagogi wzniesiono na planie prostokąta w stylu mauretańskim. Wewnątrz w zachodniej części znajdował się prostokątny przedsionek, z którego wchodziło się do obszernej głównej sali modlitewnej. Otaczały ją z trzech stron galerie dla kobiet, z czego na ścianie zachodniej znajdowały się dwie ich kondygnacje, z których wyższa była przeznaczona dla chóru. Wsparte były na żeliwnych kolumnach z mauretańskimi głowicami i obramione również żeliwnymi arkadami. Wchodziło się na nie przez osobne wejścia i klatki schodowe umieszczone po obu stronach przedsionka. Na ścianie wschodniej znajdował się bogato zdobiony, bizantyjsko-neoromański Aron ha-kodesz, zwieńczony tablicami Dekalogu.
Fasada główna była zwieńczona dwoma wieżami z cebulastymi kopułami, między którymi znajdował się ryzalit zwieńczony tablicami Dekalogu. W narożnikach wież oraz ściany wschodniej znajdowały się sterczyny zwieńczone kopułkami. Nad wejściem głównym w półokrągłej niszy znajdowało się wielkie witrażowe okno, a na elewacjach bocznych po pięć półokrągłe zakończonych okien, które zapewniały dobre oświetlenie wnętrza. Klatki schodowe oświetlały cztery okrągłe świetliki.
Całość nakrywał dach dwuspadowy. Elewacje pokrywały poziome czerwone i żółte pasy.